# Schulzentrum Deutsch-Wagram
Das Schulzentrum Deutsch-Wagram ist das Areal der Schulen der niederösterreichischen Stadt Deutsch-Wagram. Dort befinden sich das Bundesoberstufenrealgymnasium Deutsch-Wagram, die Neue Mittelschule, die Volksschule, ein Gemeindekindergarten und das Schulsportgelände, am Rand liegt das Gemeindeamt. Hier gehen etwa 800 Schüler zur Schule.

## Geschichte

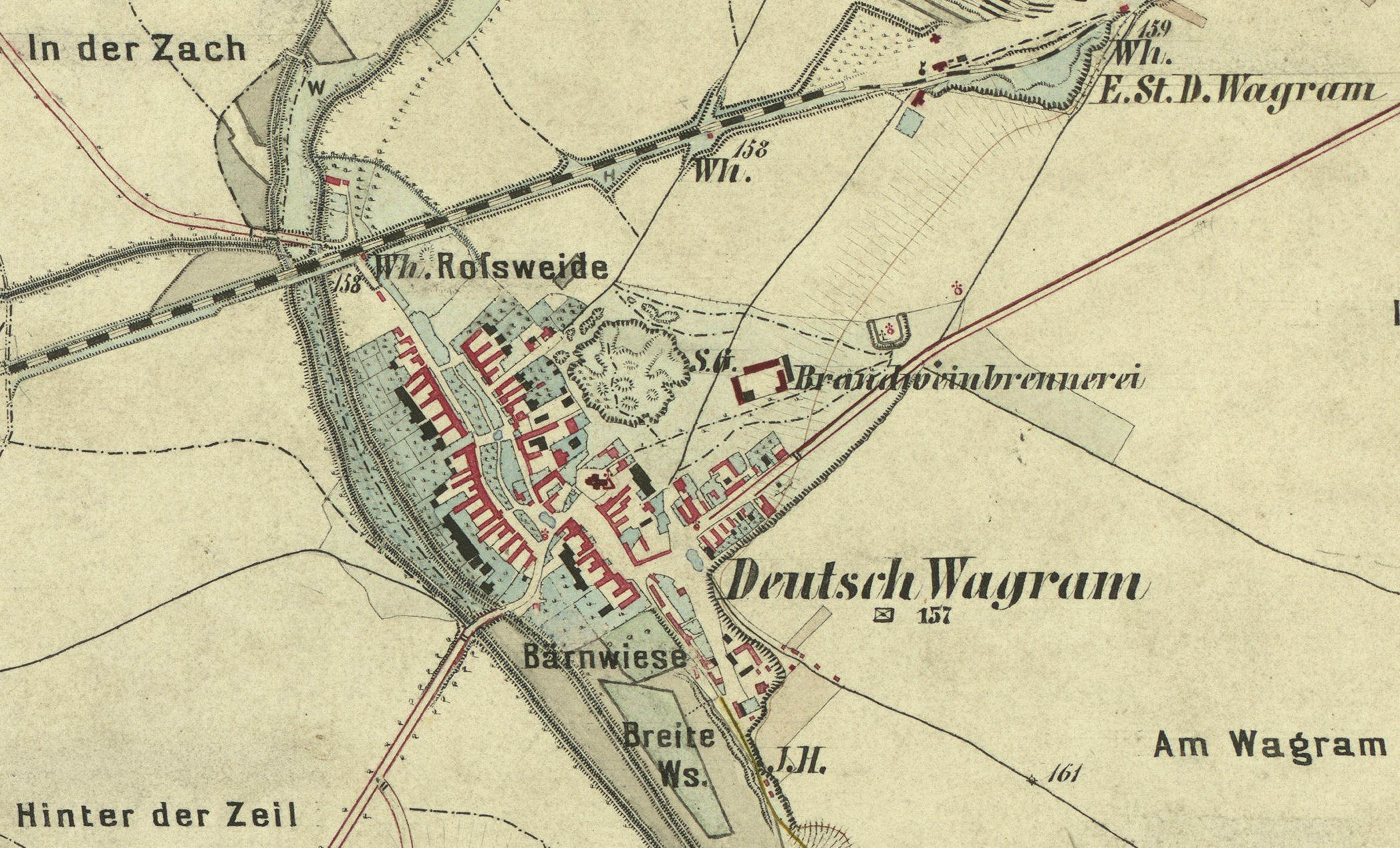
Altes Zentrum von Deutsch Wagram, 1873 – mittig die Schottergrube

Das Areal war ursprünglich eine Schottergrube, die für den Bau der Nordbahn entstand, und nördlich zwischen der Kirche und der alten Branntweinbrennerei lag. Von der Kirche führte ein Weg zum östlich außerhalb des Orts liegenden Friedhof (heutiger Sahulka-Park), die heutige Friedhofsallee (Schulallee).
Mit dem Wachsen des Orts entstanden hier die Volksschule und die Hauptschule, der Kindergarten übersiedelte hierher, die Schottergrube wurde ein Stadtteich. 2007 wurde das Schulzentrum um das Oberstufenrealgymnasium erweitert, und 2013 das Schulsportgelände eröffnet.

## Bildungseinrichtungen
- Kindergarten Deutsch-Wagram I[L 1] ⊙: 1928 wurde der Kindergarten gegründet, und – inzwischen einer von fünf der Gemeinde[4][5] – übersiedelte später ins Schulzentrum. Das alte Gebäude ist heute die Musikschule,[6] und steht unter Denkmalschutz.

- Volksschule Deutsch-Wagram (VS Deutsch-Wagram)[L 2] ⊙: Die Volksschule ist heute eine der größten Niederösterreich.[7] Sie hat 13 Regelklassen, darunter einige als Integrationsklasse geführt, eine Vorschulklasse (VSKL) und eine Mehrstufenintegrationsklasse (MIKL).[7][8] Sie betreibt auch Nachmittagsbetreuung (mit etwa 140 Schülern), und ist seit dem Umzug des BORG teilweise in der Hauptschule untergebracht.[7]

- Hauptschule/NÖ Mittelschule Deutsch-Wagram (NMS/HS Deutsch-Wagram)[L 3] ⊙: Die Hauptschule wird derzeit in die Form der Neuen Mittelschule übergeführt, die österreichweit die Hauptschule ablöst (diese firmiert, da das Bundesland früher mit dem Schulversuch begann, als Niederösterreichische Mittelschule, NNÖMS).[9] Mit dem BORG besteht eine Schulpartnerschaft, wodurch die NMS die Unterstufe des BORG als AHS ersetzt. Die vier Stufen werden in je drei Klassen geführt. Das Schulprofil liegt auf IT-Schwerpunkt, Gesundheitsförderung und Teamorientierung mit fächerübergreifenden Projekte und Exkursionen und Projektwochen.[10] Sie bietet ebenfalls Nachmittagsbetreuung an.

- Bundesoberstufenrealgymnasium Deutsch Wagram (BORG Deutsch-Wagram):[L 4] Das BORG Deutsch-Wagram ist ein Oberstufenrealgymnasium. Es wurde 2007 von der Stadtgemeinde gegründet. 2011 wurde die Schule vom Staat übernommen und zog zugleich in das neue Gebäude um.

## Architektur
Das Schulareal umfasst etwa 3 Hektar. Im Süden, an der Schulgasse als Zufahrtsstraße liegen Kindergarten, Volksschule und Gemeindeamt, am Ostrand (Bahnhofstraße) das Hauptschulgebäude, im Zentrum der Gymnasiumsbau, westlich (Auf der Heide) die Sporthalle, gegen Nordwesten der Teich und am Nordrand die Sportplätze. Nördlich schließt mit Tennisclub, Union Halle und dem Haus des Sozialhilfevereins weitere kommunale Infrastruktur an und schließen das Areal. Die historische Friedhofsallee (heute hier Schulallee genannt) trennt damit den Bereich der Kinder von dem der Jugendlichen, innerhalb des Areals sind aber alle Zugänge offengehalten.
Der Kindergarten ist ein eingeschoßiger Zweckbau mit Flachdach und drei Pyramidendächern und verfügt über einen eigenen Garten mit Baumbestand. Das Volksschulgebäude ist in Art eines Vierkanters oder ostösterreichischen Landschlosses allseitig geschlossen und eingeschoßig mit Innenhof ausgebildet und wird zum Gemeindeamt mit einem Zubau ergänzt. Letzteres ist ein zweigeschoßiger Bau der gründerzeitlichen Neorenaissance, heute mit einem verglasten Vorbau.
Das Hauptschulgebäude ist ein dreigeschoßiger historisierender Bau mit straßenseitigem Risalitgiebel, der in das Innere des Geländes mit mehreren schlichten und zweckorientierten Zubauten erweitert wurde.
Das anschließende neue Schulgebäude des BORG besteht aus zwei getrennten Baukörpern, einem langgestreckten Schulriegel in der Normale auf die Allee und einer Zweifachsporthalle. Es ist ein Beispiel einer zeitgemäßen Schularchitektur, vom Architekturbüro franz zt gmbh (Robert Diem, Erwin Stättner) in Wien geplant.
Der langgezogene Schulteil (Bauteil I) ist mit Tiefgeschoß drei- bis viergeschoßig, und nimmt er das Profilgefälle zum Teich hin auf. Er hat eine eigentümliche Befensterung. Die Sporthalle (Bauteil I) ist auf Teichniveau gesetzt, um den Übergang zum gegenüberliegenden Gebäudebestand herzustellen, und stellt sich im höheren Bodenniveau gedrungen dar. Die beiden Teile bilden mit der weiß bis leicht bläulich abgestufte Aluminiumfassade optisch eine Einheit mit dem Schulteil, sind aber abgesetzt, um den freien Zugang zum Teich zu erhalten, was zu den zentralen Anliegen der Planung gehörte.